# Lista de pelourinhos de Portugal
Segue-se uma lista de pelourinhos de Portugal por distrito:

## Distrito de Aveiro
- Pelourinho de Assequins (fragmentos), Águeda, Águeda.
- Pelourinho de Trofa, Trofa, Águeda.
- Pelourinho de Aguada de Cima (fragmentos), Aguada de Cima, Águeda.
- Pelourinho de Frossos ou Pelourinho de Froços, Frossos, Albergaria-a-Velha.
- Pelourinho de Angeja, Angeja, Albergaria-a-Velha.
- Pelourinho de São Lourenço do Bairro, São Lourenço do Bairro, Anadia.
- Pelourinho de Trancoso, Alvarenga, Arouca.
- Pelourinho do Burgo (fragmentos), Burgo, Arouca.
- Pelourinho de Arouca, Arouca, Arouca.
- Pelourinho de Cabeçais, Fermedo, Arouca.
- Pelourinho de Esgueira, Esgueira, Aveiro.
- Pelourinho de Raiva, Raiva, Castelo de Paiva.
- Pelourinho de Pinheiro da Bemposta, Pinheiro da Bemposta, Oliveira de Azeméis.
- Pelourinho de Couto de Esteves, Couto de Esteves, Sever do Vouga.
- Pelourinho de Sever do Vouga, Sever do Vouga, Sever do Vouga.
- Pelourinho de Macieira ou Pelourinho de Macieira de Cambra, Macieira de Cambra, Vale de Cambra.
- Pelourinho de Serém, Águeda.

## Distrito de Beja
- Pelourinho de Beja, Santiago Maior, Beja.
- Pelourinho de Messejana, Messejana, Aljustrel.
- Pelourinho de Alvito, Alvito, Alvito.
- Pelourinho de Vila Nova da Baronia, Vila Nova da Baronia, Alvito.
- Pelourinho de Água de Peixes, Alvito, Alvito.
- Pelourinho de Beringel, Beringel, Beja.
- Pelourinho de Moura, Moura, Beja.

## Distrito de Braga
- Pelourinho de Amares, Amares, Amares.
- Pelourinho de Barcelos, Barcelos, Barcelos.
- Pelourinho de Braga, Sé, Braga.
- Pelourinho de Cabeceiras de Basto ou Pelourinho de Refojos de Basto, Refojos de Basto, Cabeceiras de Basto.
- Pelourinho do Antigo Couto de Abadim, Abadim, Cabeceiras de Basto.
- Pelourinho de Castelo, Arnóia, Celorico de Basto.
- Pelourinho de Esposende, Esposende, Esposende.
- Pelourinho de Rossas, Rossas, Vieira do Minho.
- Pelourinho de Ruivães, Ruivães, Vieira do Minho.
- Pelourinho de Parada de Bouro ou Cruzeiro de Parada de Bouro, Parada de Bouro, Vieira do Minho.
- Pelourinho de Caniçada, Caniçada, Vieira do Minho.
- Pelourinho de Moure, Moure, Vila Verde.
- Pelourinho de Larim, Soutelo, Vila Verde.
- Pelourinho do Prado, Prado, Vila Verde.

## Distrito de Bragança
- Pelourinho de Bragança, Sé, Bragança.
- Pelourinho de Rebordainhos, Rebordainhos, Bragança.
- Pelourinho de Faílde e Carocedo, Faílde, Bragança.
- Pelourinho do Outeiro, Outeiro, Bragança.
- Pelourinho de Rebordãos, Rebordãos, Bragança.
- Pelourinho de Gostei, Gostei, Bragança.
- Pelourinho de Frieira, Macedo do Mato, Bragança.
- Pelourinho de Sanceriz, Macedo do Mato, Bragança.
- Pelourinho de Vila Franca de Lampaças, Sendas, Bragança.
- Pelourinho de Ansiães, Lavandeira, Carrazeda de Ansiães.
- Pelourinho de Carrazeda de Ansiães, Carrazeda de Ansiães, Carrazeda de Ansiães.
- Pelourinho de Vilarinho da Castanheira, Vilarinho da Castanheira, Carrazeda de Ansiães.
- Pelourinho de Linhares, Linhares, Carrazeda de Ansiães.
- Pelourinho de Freixo de Espada à Cinta, Freixo de Espada à Cinta, Freixo de Espada à Cinta.
- Pelourinho de Vale de Prados, Vale de Prados, Macedo de Cavaleiros.
- Pelourinho de Nozelos, Arcas, Macedo de Cavaleiros.
- Pelourinho de Chacim, Chacim, Macedo de Cavaleiros.
- Pelourinho de Pinhovelo ou Pelourinho de Pinho Velho, Amendoeira, Macedo de Cavaleiros.
- Pelourinho de Torre de Dona Chama, Torre de Dona Chama, Mirandela.
- Pelourinho de Lamas de Orelhão, Lamas de Orelhão, Mirandela.
- Pelourinho de Abreiro, Abreiro, Mirandela.
- Pelourinho de Frechas, Frechas, Mirandela.
- Pelourinho de Mirandela, Mirandela, Mirandela.
- Pelourinho de Bemposta, Bemposta, Mogadouro.
- Pelourinho de Castro Vicente, Castro Vicente, Mogadouro.
- Pelourinho de Azinhoso, Azinhoso, Mogadouro.
- Pelourinho de Mogadouro, Mogadouro, Mogadouro.
- Pelourinho de Penas Roias, Penas Roias, Mogadouro.
- Pelourinho de Torre de Moncorvo, Torre de Moncorvo, Torre de Moncorvo.
- Pelourinho de Vilas Boas, Vilas Boas, Vila Flor.
- Pelourinho de Freixiel, Freixiel, Vila Flor.
- Pelourinho de Santa Comba da Vilariça, Santa Comba de Vilariça, Vila Flor.
- Pelourinho de Vila Flor, Vila Flor, Vila Flor.
- Pelourinho de Algoso, Algoso, Vimioso.
- Pelourinho de Vimioso, Vimioso, Vimioso.
- Pelourinho de Vinhais, Vinhais, Vinhais.
- Pelourinho de Vilar Seco da Lomba, Vinhais
- Pelourinho de Ervedosa, Ervedosa, Vinhais.
- Pelourinho de Paçó, Paçó, Vinhais.

## Distrito de Castelo Branco

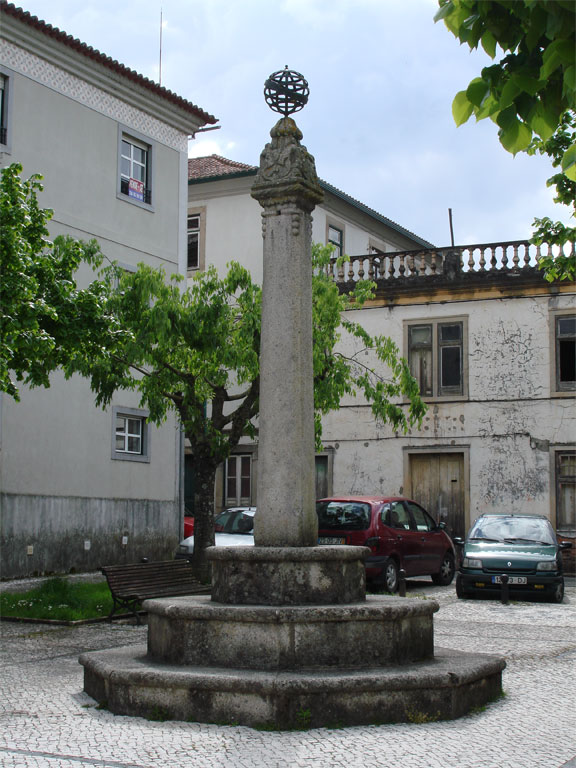
Pelourinho da Sertã
no miradouro Artur Caldeira Ribeiro.

- Pelourinho de Belmonte, Belmonte, Belmonte.
- Pelourinho de Sarzedas, Sarzedas, Castelo Branco.
- Pelourinho de São Vicente da Beira, São Vicente da Beira, Castelo Branco.
- Pelourinho da Covilhã, Santa Maria, Covilhã.
- Pelourinho do Fundão, Fundão, Fundão.
- Pelourinho de Castelo Novo, Castelo Novo, Fundão.
- Pelourinho de Atalaia do Campo, Atalaia do Campo, Fundão.
- Pelourinho de Alpedrinha, Alpedrinha, Fundão.
- Pelourinho de Zebreira, Zebreira, Idanha-a-Nova.
- Pelourinho de Idanha-a-Velha, Idanha-a-Velha, Idanha-a-Nova.
- Pelourinho de Segura, Segura, Idanha-a-Nova.
- Pelourinho de Proença-a-Velha, Proença-a-Velha, Idanha-a-Nova.
- Pelourinho de Rosmaninhal, Rosmaninhal, Idanha-a-Nova.
- Pelourinho de Salvaterra do Extremo, Salvaterra do Extremo, Idanha-a-Nova.
- Pelourinho de Penha Garcia, Penha Garcia, Idanha-a-Nova.
- Pelourinho de Monsanto, Monsanto, Idanha-a-Nova.
- Pelourinho de Lardosa, Lardosa, Castelo Branco
- Pelourinho da Bemposta, Bemposta, Penamacor.
- Pelourinho de Penamacor, Penamacor, Penamacor.
- Pelourinho de Pedrógão Pequeno, Pedrógão Pequeno, Sertã.
- Pelourinho da Sertã, Sertã, Sertã.
- Pelourinho de Vila Velha de Ródão, Vila Velha de Ródão, Vila Velha de Ródão.

## Distrito de Coimbra
- Pelourinho de Ançã, Ançã, Cantanhede
- Pelourinho de Arganil (frag.), Arganil, Arganil.
- Pelourinho de Coimbra, São Bartolomeu, Coimbra.
- Pelourinho de Coja, Coja, Arganil.
- Pelourinho de Ega, Ega, Condeixa-a-Nova.
- Pelourinho da Figueira da Foz, São Julião da Figueira da Foz, Figueira da Foz.
- Pelourinho de Buarcos, Buarcos, Figueira da Foz.
- Pelourinho de Redondos, Buarcos, Figueira da Foz.
- Pelourinho da Lousã, Lousã, Lousã.
- Pelourinho de Serpins, Serpins, Lousã.
- Pelourinho de Mira, Mira, Mira.
- Pelourinho de Miranda do Corvo, Miranda do Corvo, Miranda do Corvo.
- Pelourinho de Póvoa de Santa Cristina, Tentúgal, Montemor-o-Velho.
- Pelourinho de Lourosa, Lourosa, Oliveira do Hospital.
- Pelourinho de Seixo da Beira, Seixo da Beira, Oliveira do Hospital.
- Pelourinho de Bobadela, Bobadela, Oliveira do Hospital.
- Pelourinho de Penalva de Alva, Penalva de Alva, Oliveira do Hospital.
- Pelourinho de Nogueira do Cravo, Nogueira do Cravo, Oliveira do Hospital.
- Pelourinho de Oliveira do Hospital, Oliveira do Hospital, Oliveira do Hospital.
- Pelourinho de Avô, Avô, Oliveira do Hospital.
- Pelourinho de Vendas de Galizes, Oliveira do Hospital.
- Pelourinho de Vila Pouca da Beira, Oliveira do Hospital
- Pelourinho de Penacova, Penacova, Penacova.
- Pelourinho de São Pedro de Alva, São Pedro de Alva, Penacova
- Pelourinho de Carvalho, Carvalho, Penacova.
- Pelourinho de Penela, Santa Eufémia (Penela), Penela.
- Pelourinho de Podentes, Podentes, Penela.
- Pelourinho de Vila Nova de Anços, Vila Nova de Anços, Soure.
- Pelourinho de Midões, Midões, Tábua.
- Pelourinho de Couto de Midões, Tábua
- Pelourinho de Percelada, Covas, Tábua.
- Pelourinho de Candosa, Candosa, Tábua.
- Pelourinho de Ázere, Ázere, Tábua.

## Distrito de Évora
- Pelourinho de Terena, São Pedro (Terena), Alandroal.
- Pelourinho de Alandroal, Nossa Senhora da Conceição, Alandroal.
- Pelourinho de Arraiolos, Arraiolos, Arraiolos.
- Pelourinho de Borba, São Bartolomeu, Borba.
- Pelourinho de Veiros, Veiros, Estremoz.
- Pelourinho do Canal, Glória, Estremoz.
- Pelourinho de Estremoz, Santo André, Estremoz.
- Pelourinho de Azaruja, São Bento do Mato, Évora.
- Pelourinho de Cabeção, Cabeção, Mora.
- Pelourinho de Redondo, Redondo, Redondo.
- Pelourinho de Monsaraz, Monsaraz, Reguengos de Monsaraz.
- Pelourinho de Viana do Alentejo, Viana do Alentejo, Viana do Alentejo.
- Pelourinho de Vila Viçosa, Conceição, Vila Viçosa.
- Pelourinho de Evoramonte, Evoramonte, Estremoz.
- Pelourinho de Lavre, Lavre, Montemor-o-Novo.

## Distrito de Faro
- Pelourinho de Castro Marim, Castro Marim, Castro Marim.
- Pelourinho de Lagos, Lagos
- Pelourinho de Loulé, São Clemente, Loulé.
- Pelourinho de Monchique, Monchique, Monchique.
- Pelourinho de Silves, Silves, Silves.
- Pelourinho de Faro, Faro.
- Pelourinho de Tavira, Tavira.
- Pelourinho de Vila Real de Santo António, Vila Real de Santo António.
- Pelourinho de Alcoutim, Alcoutim.
- Pelourinho de Cacela Velha, Vila Real de Santo António.

## Distrito da Guarda
Aguiar da Beira
- Pelourinho de Aguiar da Beira, Aguiar da Beira.
- Pelourinho de Carapito, Carapito.
- Pelourinho de Pena Verde, Pena Verde.

Almeida
- Pelourinho de Castelo Mendo, Castelo Mendo.
- Pelourinho de Vale de Coelha, Vale de Coelha.

Celorico da Beira
- Pelourinho de Linhares (Imagem), Linhares.
- Pelourinho de Forno Telheiro,  Forno Telheiro.
- Pelourinho de Açores, Açores.
- Pelourinho de Baraçal
- Pelourinho de Mesquitela

Figueira de Castelo Rodrigo
- Pelourinho de Castelo Rodrigo, Castelo Rodrigo.

Fornos de Algodres
- Pelourinho de Algodres (Imagem), Algodres.
- Pelourinho de Infias, Infias.
- Pelourinho de Casal do Monte, Queiriz.
- Pelourinho de Figueiró da Granja, Figueiró da Granja.
- Pelourinho de Fornos de Algodres, Fornos de Algodres.
- Pelourinho de Matança, Matança.

Gouveia
- Pelourinho de Melo, Melo.
- Pelourinho de Gouveia, Gouveia.

Guarda
- Pelourinho de Valhelhas, Valhelhas.
- Pelourinho da Guarda ou Cruzeiro da Guarda, Guarda (Sé).
- Pelourinho de Codesseiro, Guarda

Mêda
- Pelourinho de Ranhados, Ranhados.
- Pelourinho de Longroiva, Longroiva.
- Pelourinho de Aveloso, Aveloso.
- Pelourinho de Marialva, Marialva.
- Pelourinho de Mêda, Mêda.
- Pelourinho de Casteição

Pinhel
- Pelourinho de Pinhel, Pinhel.
- Pelourinho de Lamegal, Lamegal.
- Pelourinho de Alverca da Beira, Alverca da Beira

Sabugal
- Pelourinho de Vilar Maior, Vilar Maior.
- Pelourinho de Sortelha (Imagem), Sortelha.
- Pelourinho do Sabugal, Sabugal, Sabugal.
- Pelourinho de Alfaiates, Alfaiates.
- Pelourinho de Vila do Touro, Vila do Touro.

Seia
- Pelourinho de Loriga. Loriga
- Pelourinho de Casal, Travancinha.
- Pelourinho de Valezim, Valezim.
- Pelourinho de Santa Marinha, Santa Marinha.
- Pelourinho de Carvalhal, Paranhos da Beira.

Trancoso
- Pelourinho de Cótimos, Cótimos.
- Pelourinho de Moreira de Rei, Moreira de Rei.
- Pelourinho de Trancoso, Santa Maria

.* Pelourinho de Guilheiro, Guilheiro.
Vila Nova de Foz Côa
- Pelourinho de Foz Côa, Vila Nova de Foz Côa.
- Pelourinho de Touça, Touça.
- Pelourinho de Muxagata, Muxagata.
- Pelourinho de Horta, Horta.
- Pelourinho de Almendra, Almendra.
- Pelourinho de Freixo de Numão, Freixo de Numão.
- Pelourinho de Cedovim, Cedovim.

## Distrito de Leiria
- Pelourinho de Aguda, Figueiró dos Vinhos
- Pelourinho de Alfeizerão, Alcobaça
- Pelourinho de Aljubarrota, Alcobaça
- Pelourinho de Alpedriz, Alcobaça
- Pelourinho de Alvaiázere, Alvaiázere
- Pelourinho de Ansião, Ansião
- Pelourinho de Avelar, Ansião
- Pelourinho de Atouguia da Baleia, Peniche
- Pelourinho da Batalha, Batalha
- Pelourinho de Cela, Alcobaça
- Pelourinho de Óbidos, Santa Maria
- Pelourinho de Louriçal, Pombal
- Pelourinho de Maiorga, Alcobaça
- Pelourinho de Monte Real, Monte Real
- Pelourinho da Pederneira, Nazaré
- Pelourinho de Pedrógão Grande, Pedrógão Grande
- Pelourinho de Pombal, Pombal
- Pelourinho de Porto de Mós, Porto de Mós
- Pelourinho de Redinha, Pombal
- Pelourinho de Santa Catarina, Caldas da Rainha
- Pelourinho de Turquel, Alcobaça

## Distrito de Lisboa
- Pelourinho de Aldeia Galega da Merceana, Aldeia Galega da Merceana , Alenquer.
- Pelourinho da Azambuja, Azambuja.
- Pelourinho de Enxara dos Cavaleiros, Enxara do Bispo, Mafra.
- Pelourinho da Ericeira, Ericeira, Mafra.
- Pelourinho de Lisboa, Lisboa
- Pelourinho de Oeiras ou Pelourinho da Vila de Oeiras, Oeiras e São Julião da Barra, Oeiras.
- Pelourinho de Sintra, São Martinho, Sintra.
- Pelourinho de Manique do Intendente, Manique do Intendente, Azambuja.
- Pelourinho de Vila Franca de Xira, Vila Franca de Xira.

## Distrito de Portalegre
- Pelourinho de Alter do Chão, Alter do Chão
- Pelourinho de Avis, Avis, (IIP 1933)
- Pelourinho de Cabeço de Vide, Fronteira
- Pelourinho de Campo Maior, Campo Maior
- Pelourinho de Castelo de Vide, Castelo de Vide
- Pelourinho de Elvas, Elvas
- Pelourinho de Fronteira, Fronteira
- Pelourinho de Gavião, Gavião
- Pelourinho de Marvão, Marvão
- Pelourinho de Nisa, Nisa
- Pelourinho de Sousel, Sousel
- Pelourinho de Barbacena, Elvas

## Distrito do Porto
- Pelourinho de Ovelha, Aboadela, Amarante.
- Pelourinho de Rua, Teixeira, Baião.
- Pelourinho de Lousada, São Miguel de Lousada, Lousada.
- Pelourinho de Marco de Canaveses ou Pelourinho de São Nicolau, Fornos, Marco de Canaveses.
- Pelourinho de Soalhães, Soalhães, Marco de Canaveses.
- Pelourinho de Paços de Ferreira, Paços de Ferreira.
- Pelourinho de Paredes, Castelões de Cepeda, Paredes.
- Pelourinho de Louredo, Louredo, Paredes.
- Pelourinho de Penafiel, Penafiel.
- Pelourinho da Póvoa de Varzim, Póvoa de Varzim.
- Pelourinho de Rates, Rates, Póvoa de Varzim.
- Pelourinho de Vila do Conde, Vila do Conde.
- Pelourinho de Azurara, Azurara, Vila do Conde.

## Distrito de Santarém
- Pelourinho de Benavente, Benavente.
- Pelourinho de Abrantes, Abrantes
- Pelourinho do Cartaxo, Cartaxo.
- Pelourinho de Chamusca (destruído), Chamusca.
- Pelourinho de Constância, Constância.
- Pelourinho de Coruche, Coruche.
- Pelourinho de Pias, Pias, Ferreira do Zêzere.
- Pelourinho de Águas Belas, Águas Belas, Ferreira do Zêzere.
- Pelourinho da Golegã, Golegã.
- Pelourinho de Mação, Mação.
- Pelourinho de Ourém, Nossa Senhora das Misericórdias, Ourém.
- Pelourinho de Azambujeira, Azambujeira, Rio Maior.
- Pelourinho de Alcanede, Alcanede, Santarém.
- Pelourinho de Santarém, Marvila, Santarém.
- Pelourinho do Sardoal, Sardoal.
- Pelourinho de Tomar, São João Baptista, Tomar.
- Pelourinho de Ulme (destruído), Chamusca.
- Pelourinho de Paialvo, Paialvo, Tomar.

## Distrito de Setúbal
- Pelourinho de Alcácer do Sal, Santiago, Alcácer do Sal.
- Pelourinho de Almada, Costa de Caparica, Almada.
- Pelourinho de Alhos Vedros, Alhos Vedros, Moita.
- Pelourinho de Palmela, Palmela.
- Pelourinho de Alvalade, Alvalade, Santiago do Cacém.
- Pelourinho de Santiago do Cacém, Santiago do Cacém.
- Pelourinho de Sesimbra, Santiago, Sesimbra.
- Pelourinho de Setúbal, Nossa Senhora da Anunciada, Setúbal.
- Pelourinho de Vila Nogueira de Azeitão, São Lourenço, Setúbal.
- Pelourinho de Grândola, Grândola
- Pelourinho de Coina, Coina, Barreiro

## Distrito de Viana do Castelo
- Pelourinho de Arcos de Valdevez, Salvador, Arcos de Valdevez.
- Pelourinho de Soajo, Soajo, Arcos de Valdevez.
- Pelourinho de Castro Laboreiro, Castro Laboreiro, Melgaço.
- Pelourinho de Paredes de Coura, Paredes de Coura.
- Pelourinho de Ponte da Barca, Ponte da Barca.
- Pelourinho de Bertiandos, Bertiandos, Ponte de Lima.
- Pelourinho de Ponte de Lima, Ponte de Lima.
- Pelourinho de Valença, Valença, Valença.
- Pelourinho de Telheira, Verdoejo, Valença.
- Pelourinho de Feira ou Pelourinho de Lanheses, Lanheses, Viana do Castelo.
- Pelourinho de Vila Nova de Cerveira, Vila Nova de Cerveira.

## Distrito de Vila Real
- Pelourinho de Montalegre,Montalegre, município de Montalegre.
- Pelourinho de Galegos, Vale de Nogueiras, município de Vila Real.
- Pelourinho de Alijó, Alijó, Alijó.
- Pelourinho de São Mamede de Ribatua, São Mamede de Ribatua, Alijó.
- Pelourinho de Dornelas, Dornelas, Boticas.
- Pelourinho de Chaves, Santa Maria Maior, Chaves.
- Pelourinho de Ervededo, Ervededo, Chaves.
- Pelourinho de Castelões, Castelões, Chaves.
- Pelourinho de Mesão Frio, Santo André, Mesão Frio.
- Pelourinho de Ermelo, Ermelo, Mondim de Basto.
- Pelourinho de Murça, Murça, Murça.
- Pelourinho de Cerva, Cerva, Ribeira de Pena.
- Pelourinho de Gouvães do Douro, Gouvães do Douro, Sabrosa.
- Pelourinho de Provesende, Provesende, Sabrosa.
- Pelourinho de Santa Marta de Penaguião, São João Baptista de Lobrigos, Santa Marta de Penaguião.
- Pelourinho de Águas Revés, Água Revés e Crasto, Valpaços.
- Pelourinho de Alfarela de Jales, Alfarela de Jales, Vila Pouca de Aguiar.
- Pelourinho de Vila Pouca de Aguiar, Vila Pouca de Aguiar, Vila Pouca de Aguiar.
- Pelourinho de Lordelo, Lordelo, Vila Real.
- Pelourinho de Vila Real, São Dinis, Vila Real.

## Distrito de Viseu
Armamar
- Pelourinho de Goujoim, Goujoim.

Carregal do Sal
- Pelourinho de Oliveira do Conde, Oliveira do Conde.
- Pelourinho de Currelos, Largo Dr. Augusto Pires da Silva Vaz Serra 8, 3430-211 Carregal do Sal

Castro Daire
- Pelourinho de Alva, Alva.
- Pelourinho de Castro Daire, Castro Daire.
- Pelourinho de Mões, Mões.
- Pelourinho de Campo Benfeito, Gosende.
- Pelourinho de Rossão, Gosende.

Cinfães
- Pelourinho de Nespereira, Nespereira.
- Pelourinho de Cinfães, Cinfães.

Lamego
- Pelourinho de Vila Nova de Souto d'El Rei ou Pelourinho de Arneirós, Vila Nova de Souto d'El-Rei.
- Pelourinho de Magueijinha, Magueija.
- Pelourinho de Lalim, Lalim.
- Pelourinho de Britiande, Britiande.

Mangualde
- Pelourinho de Chãs de Tavares, Chãs de Tavares, Município de Mangualde.
- Pelourinho de Abrunhosa-a-Velha, Abrunhosa-a-Velha, Mangualde.

Moimenta da Beira
- Pelourinho de Castelo, Castelo.
- Pelourinho de Leomil, Leomil.
- Pelourinho do Passô, Passô.
- Pelourinho de Rua, Rua.
- Pelourinho de Sever, Sever.

Mortágua
- Pelourinho de Mortágua, Mortágua.

Nelas
- Pelourinho da Aguieira, Aguieira.
- Pelourinho de Canas de Senhorim, Canas de Senhorim.
- Pelourinho de Casal Sancho, Santar
- Pelourinho de Nelas foi construído em 1935. Desaparecido em data incerta. Localizava-se no Largo Miguel Bombarda.
- Pelourinho do Folhadal, Nelas.
- Pelourinho de Vilar Seco, Vilar Seco.

Oliveira de Frades
- Pelourinho de Oliveira de Frades, Oliveira de Frades.

Penalva do Castelo
- Pelourinho de Penalva do Castelo, Ínsua.

Penedono
- Pelourinho de Penedono, Penedono.
- Pelourinho de Souto, Souto.

Resende
- Pelourinho de São Martinho de Mouros, São Martinho de Mouros.

Santa Comba Dão
- Pelourinho de Santa Comba Dão, Santa Comba Dão.
- Pelourinho de Pinheiro de Ázere, Pinheiro de Ázere.
- Pelourinho de Couto do Mosteiro, Couto do Mosteiro.
- Pelourinho de Treixedo, Treixedo.
- Pelourinho de São João de Areias, São João de Areias.
- Pelourinho de Ovoa, Ovoa.

São João da Pesqueira
- Pelourinho de Soutelo do Douro, Soutelo do Douro.

### São Pedro do Sul
Pelourinho de Sul, Sul
Sátão
- Pelourinho de Casal do Meio, Rio de Moinhos.
- Pelourinho do Ladário, São Miguel de Vila Boa.
- Pelourinho de Silvã de Cima, Silvã de Cima.
- Pelourinho de Castelo (Ferreira de Aves), Ferreira de Aves.
- Pelourinho de Douro Calvo, Romãs.

Sernancelhe
- Pelourinho da Lapa, Quintela.
- Pelourinho de Sernancelhe, Sernancelhe.
- Pelourinho de Vila da Ponte, Vila da Ponte.
- Pelourinho de Fonte Arcada, Fonte Arcada.

Tabuaço
- Pelourinho de Chavães, Chavães.
- Pelourinho de Granja do Tedo, Granja do Tedo.
- Pelourinho de Sendim, Sendim.
- Pelourinho de Arcos, Arcos.
- Pelourinho de Valença do Douro, Valença do Douro.

Tarouca
- Pelourinho de Mondim de Cima, Mondim da Beira.
- Pelourinho de Várzea da Serra, Várzea da Serra.
- Pelourinho da Ucanha, Ucanha.

Tondela
- Pelourinho do Carvalhal, Mouraz
- Pelourinho de Tondela, Tondela.
- Pelourinho de Canas de Santa Maria, Canas de Santa Maria.
- Pelourinho de São João do Monte, São João do Monte.
- Pelourinho de São Miguel do Outeiro, São Miguel do Outeiro.
- Pelourinho de Sabugosa, Sabugosa.
- Pelourinho do Janardo, Guardão.

Vila Nova de Paiva
- Pelourinho de Alhais, Alhais.
- Pelourinho de Vila Cova à Coelheira, Vila Cova à Coelheira.
- Pelourinho de Fráguas, Fráguas.

Viseu
- Pelourinho de Povolide, Povolide.
- Pelourinho de Ranhados, Rua do Pelourinho, Ranhados, Viseu
- Pelourinho de Couto de Baixo, Largo do Pelourinho, Couto de Baixo, Viseu

Vouzela
- Pelourinho de Vouzela (Imagem), Vouzela.

## Região Autónoma da Madeira
Largo do pelourinho, Madeira